# Saint-Germain-le-Gaillard, Manche

Saint-Germain-le-Gaillard este o comună în departamentul Manche, Franța. În 1 ianuarie 2022 avea o populație de 795 de locuitori.